# Petru Sudureac
Ender Petru Sudureac (Botoșani, 23 de junio de 1974) es un deportista rumano que compitió en lucha grecorromana. Ganó una medalla de plata en el Campeonato Mundial de Lucha de 1995 y dos medallas de bronce en el Campeonato Europeo de Lucha entre los años 1999 y 2001.

## Palmarés internacional
| Campeonato Mundial | Campeonato Mundial      | Campeonato Mundial | Campeonato Mundial |
| Año                | Lugar                   | Medalla            | Categoría          |
| ------------------ | ----------------------- | ------------------ | ------------------ |
| 1995               | Praga (República Checa) | Medalla de plata   | 90 kg              |
| Campeonato Europeo |                         |                    |                    |
| Año                | Lugar                   | Medalla            | Categoría          |
| 1999               | Sofía (Bulgaria)        | Medalla de bronce  | 97 kg              |
| 2001               | Estambul (Turquía)      | Medalla de bronce  | 97 kg              |